# Kanton Château-Chinon
Château-Chinon is een kanton van het Franse departement Nièvre. Het kanton werd opgericht bij decreet van 18 februari 2014, met uitwerking op 22 maart 2015. Het maakt deel uit van de arrondissement Château-Chinon (Ville) en Arrondissement Nevers.

## Gemeenten
Het kanton Château-Chinon omvat volgende 40 gemeenten:
- Achun
- Alligny-en-Morvan
- Alluy
- Arleuf
- Aunay-en-Bazois
- Biches
- Blismes
- Brinay
- Château-Chinon (Campagne)
- Château-Chinon (Ville)
- Châtillon-en-Bazois
- Châtin
- Chaumard
- Chougny
- Corancy
- Dommartin
- Dun-sur-Grandry
- Fâchin
- Gien-sur-Cure
- Glux-en-Glenne
- Gouloux
- Lavault-de-Frétoy
- Limanton
- Mont-et-Marré
- Montapas
- Montigny-en-Morvan
- Montreuillon
- Montsauche-les-Settons
- Moux-en-Morvan
- Onlay
- Ougny
- Ouroux-en-Morvan
- Planchez
- Saint-Agnan
- Saint-Brisson
- Saint-Hilaire-en-Morvan
- Saint-Léger-de-Fougeret
- Saint-Péreuse
- Tamnay-en-Bazois
- Tintury